# Casa Montero
La casa Montero, situada en la alameda de Recalde, 34, de Bilbao (Vizcaya, España), es un edificio de viviendas de notables dimensiones, con dos fachadas, una en la calle Colón de Larreátegui y la otra en la alameda de Recalde, conformando un chaflán de confluencia.
Consta de sótano, planta baja y cinco alturas (la última retranqueada tras balaustrada corrida), además de azotea con buhardillas. Fue realizado en 1902 por Luis Aladrén Mendivil y Jean Batiste Darroquy.

## Construcción
Se trata de una construcción que pertenece a la estética modernista, única en la villa destinada a viviendas, de la que cabe destacar su ornamentación. Los materiales de construcción empleados en la Casa Montero han sido, la piedra de sillería, el ladrillo, vigas y columnas de hierro de fundición y también la madera. Las fachadas y el chaflán se organizan en función de dos ejes de balcones y miradores, distribuidos de forma diferente en las dos calles. 
El acceso al edificio se realiza desde la alameda de Recalde, a través de una portada adintelada con gran clave en resalte e importante decoración flanqueándola. Rompe la verticalidad del edificio el predominio de la línea ondulada, tanto en las formas de los vanos (balcones y miradores), como en la decoración y, sobre todo, en la sinuosidad de los balaustres del segundo y tercer piso. 
Otros elementos decorativos de interés son las ménsulas, canes, canecillos, cercos de vanos y almohadillado, este último observable en la planta baja.

## Galería

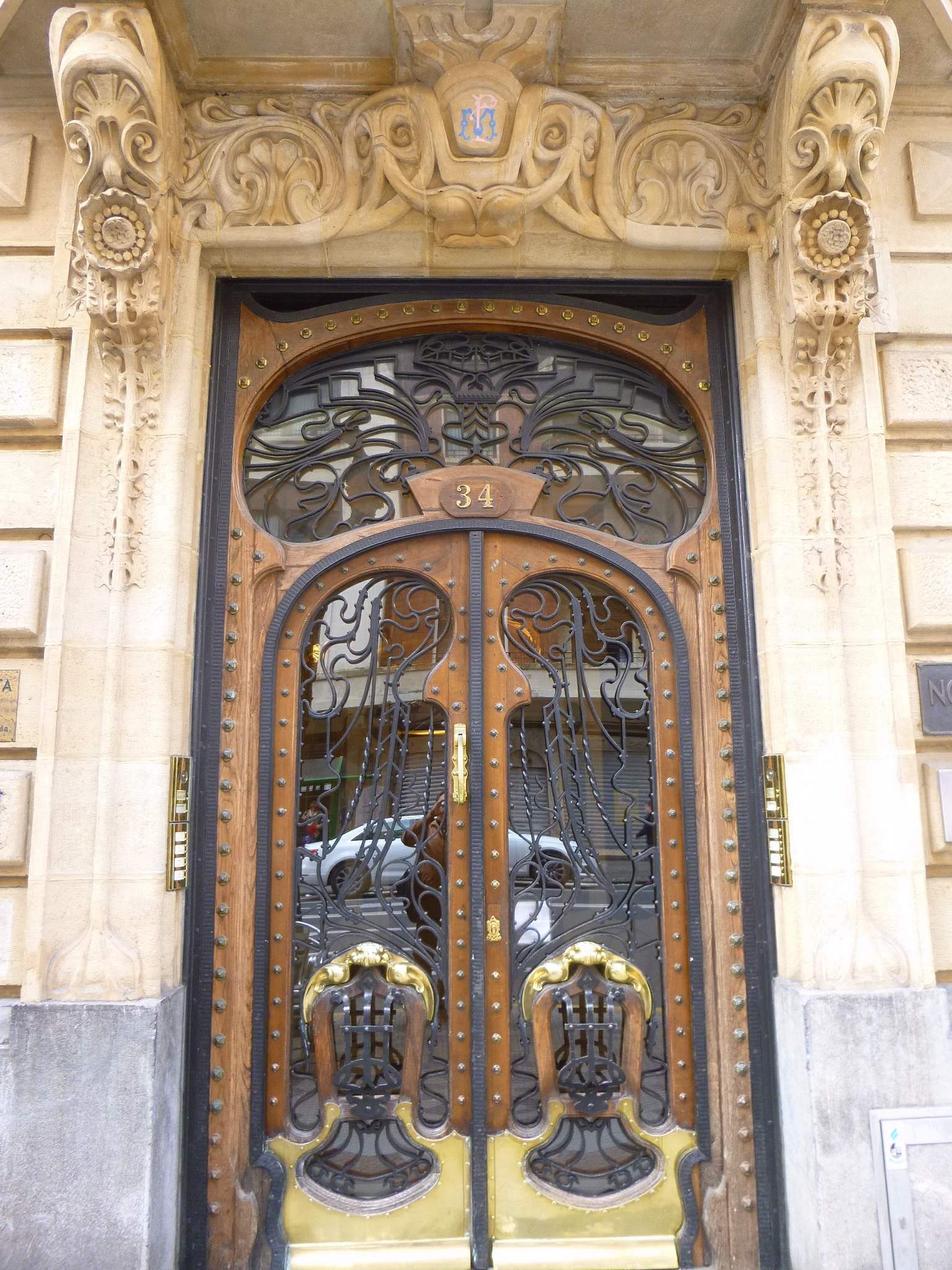
Puerta con decoración modernista
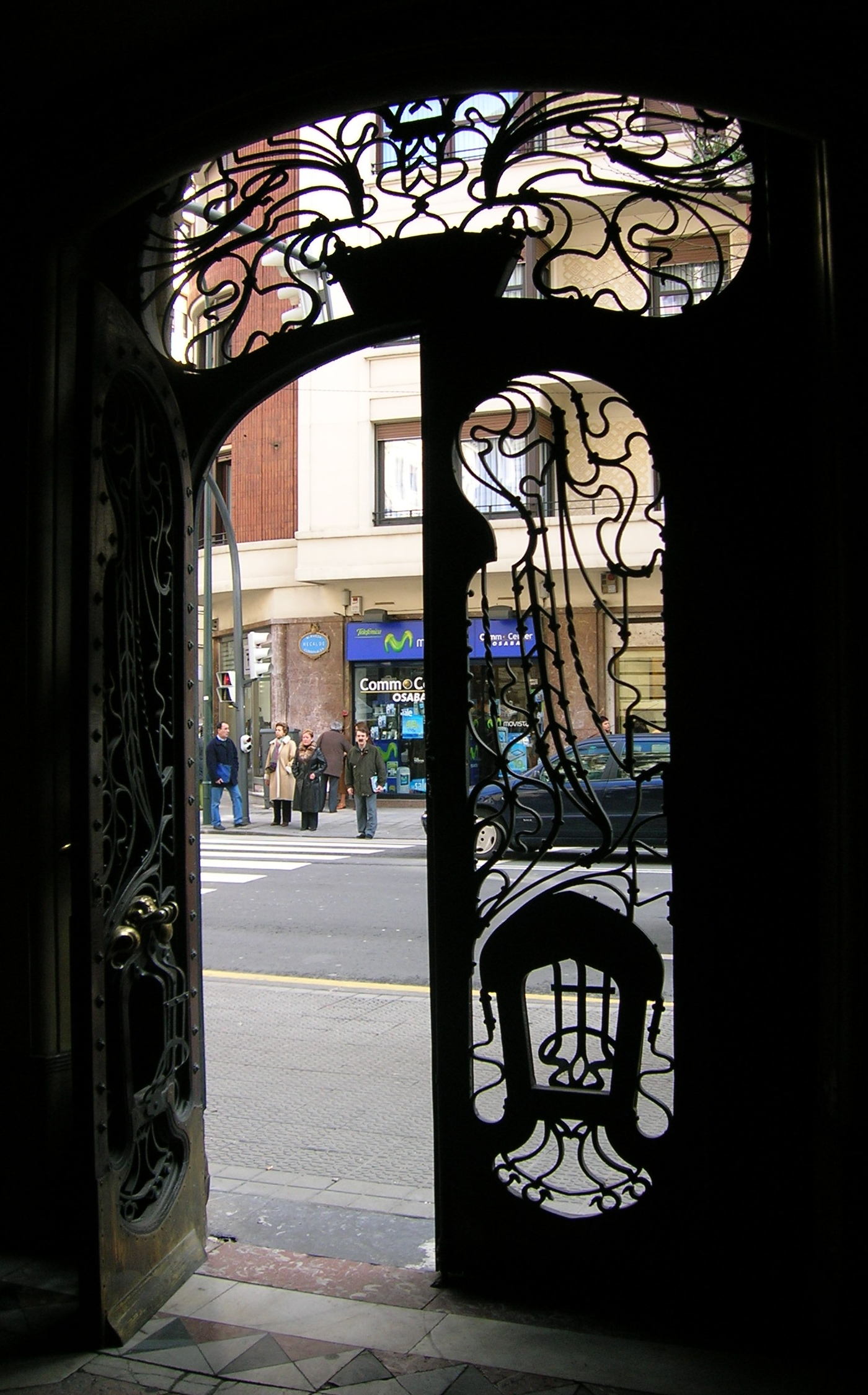
Vista del portal desde el interior.
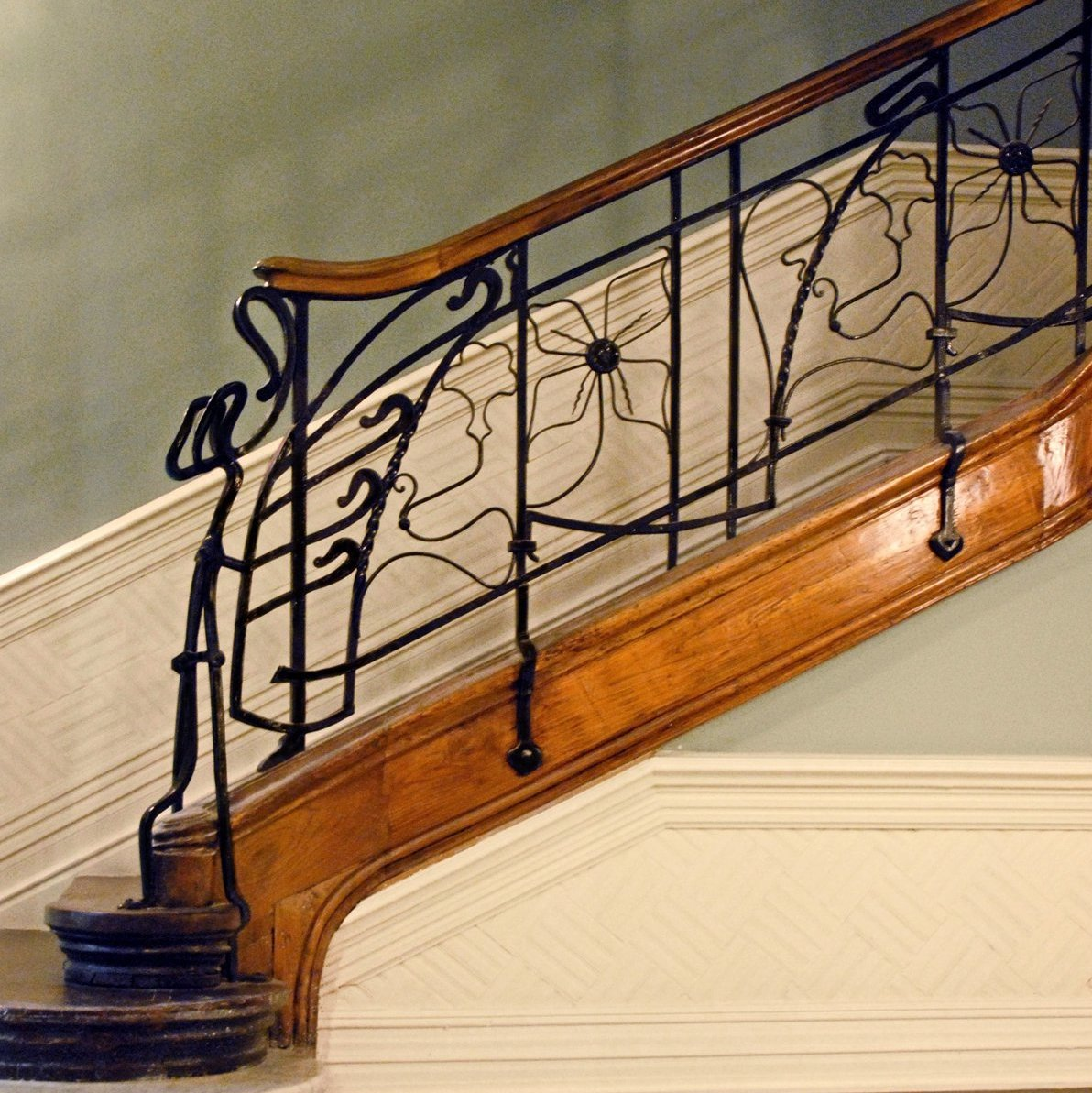
Detalle escalera de acceso
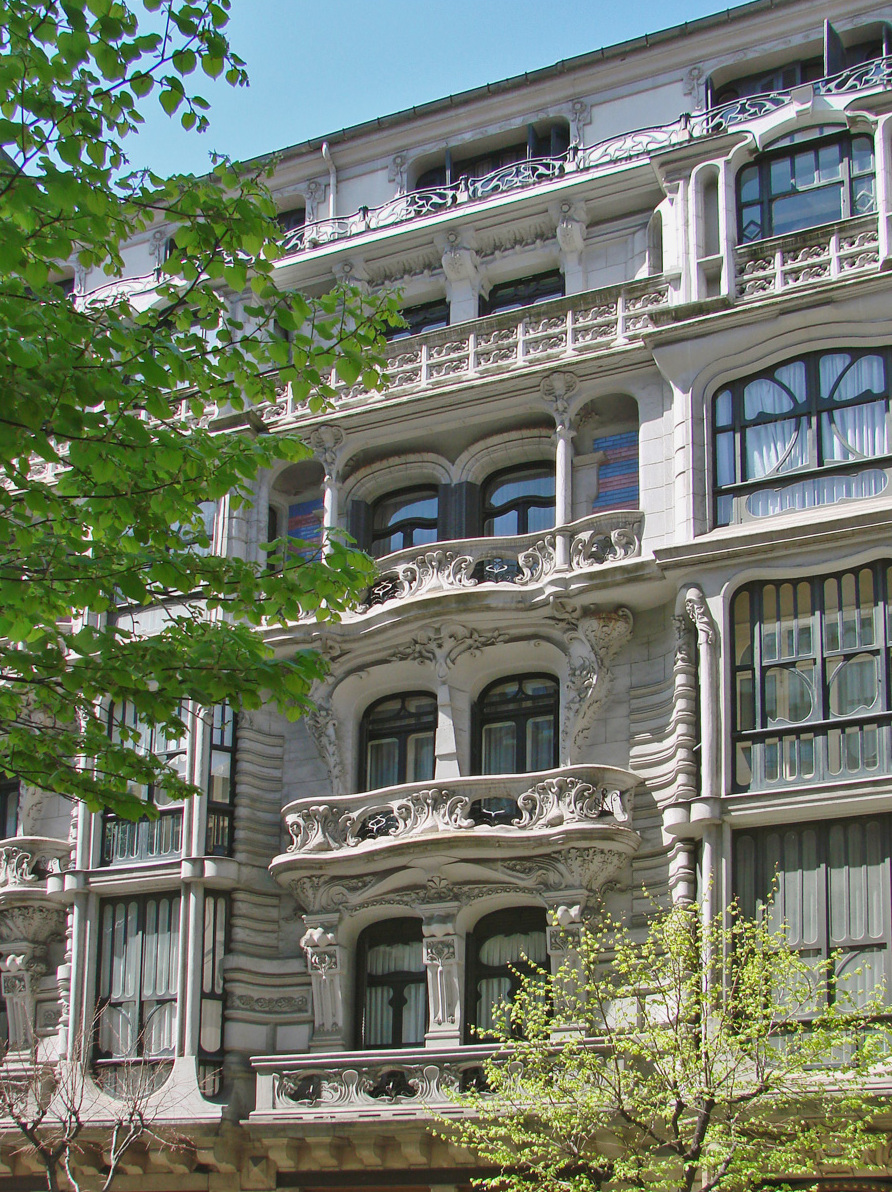
Detalle de la fachada
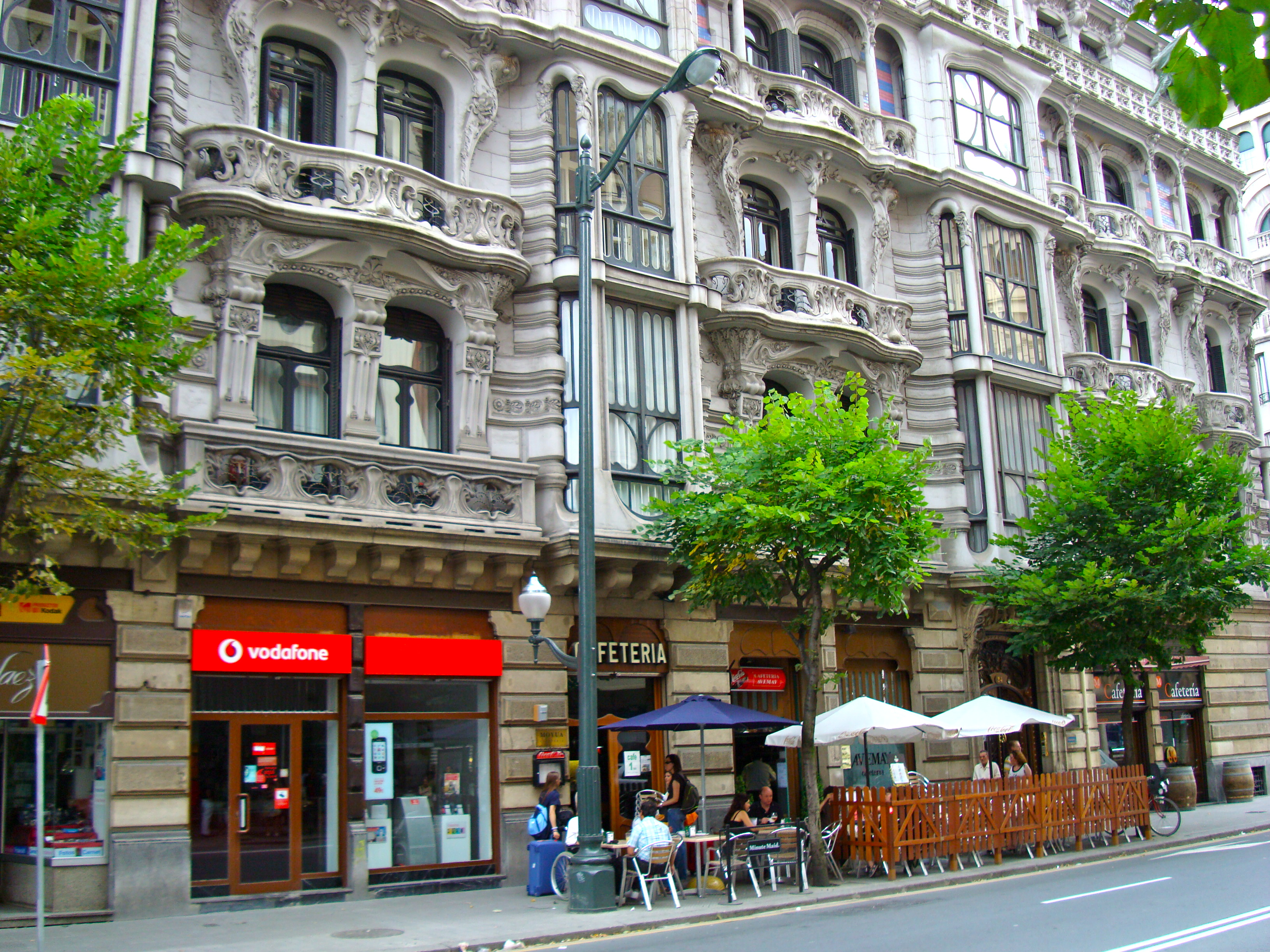
Fachada en Alameda de Recalde